# Rue Saint-Didier
Koordinaten: 48° 52′ N, 2° 17′ O
Die Rue Saint-Didier ist eine 615 Meter lange und 9,75 Meter breite Straße im 16. Arrondissement von Paris.

## Lage
Sie beginnt an Nummer 92 der Avenue Kléber im Quartier de Chaillot und verläuft zunächst in westlicher Richtung bis zur Avenue Raymond Poincaré, auf deren Westseite sie ins Quartier de la Porte-Dauphine übergeht und in nordwestlicher Richtung bis zu ihrem Endpunkt an Nummer 36 der Rue des Belles Feuilles bzw. Nummer 131 der Avenue Victor-Hugo verläuft. Sie ist in voller Länge eine Einbahnstraße.

## Namensursprung
Die Straße ist nach einem Monsieur de Saint-Didier benannt, der ein Hauptaktionär der Société des terrains de la plaine de Passy (deutsch Grundstücksgesellschaft für die Ebene von Passy) war. Die Gesellschaft hatte die Straße angelegt.

## Geschichte
Diese Straße in der ehemaligen Gemeinde Passy entstand aus der Zusammenlegung der Rue du Télégraphe (benannt nach der Telegrafenstation nach Chappe, die zwischen den Avenues Kléber und de Malakoff stand) und der Rue Saint-Didier zwischen den Avenues Malakoff und Victor-Hugo durch einen Erlass vom 2. April 1868.

## Sehenswürdigkeiten

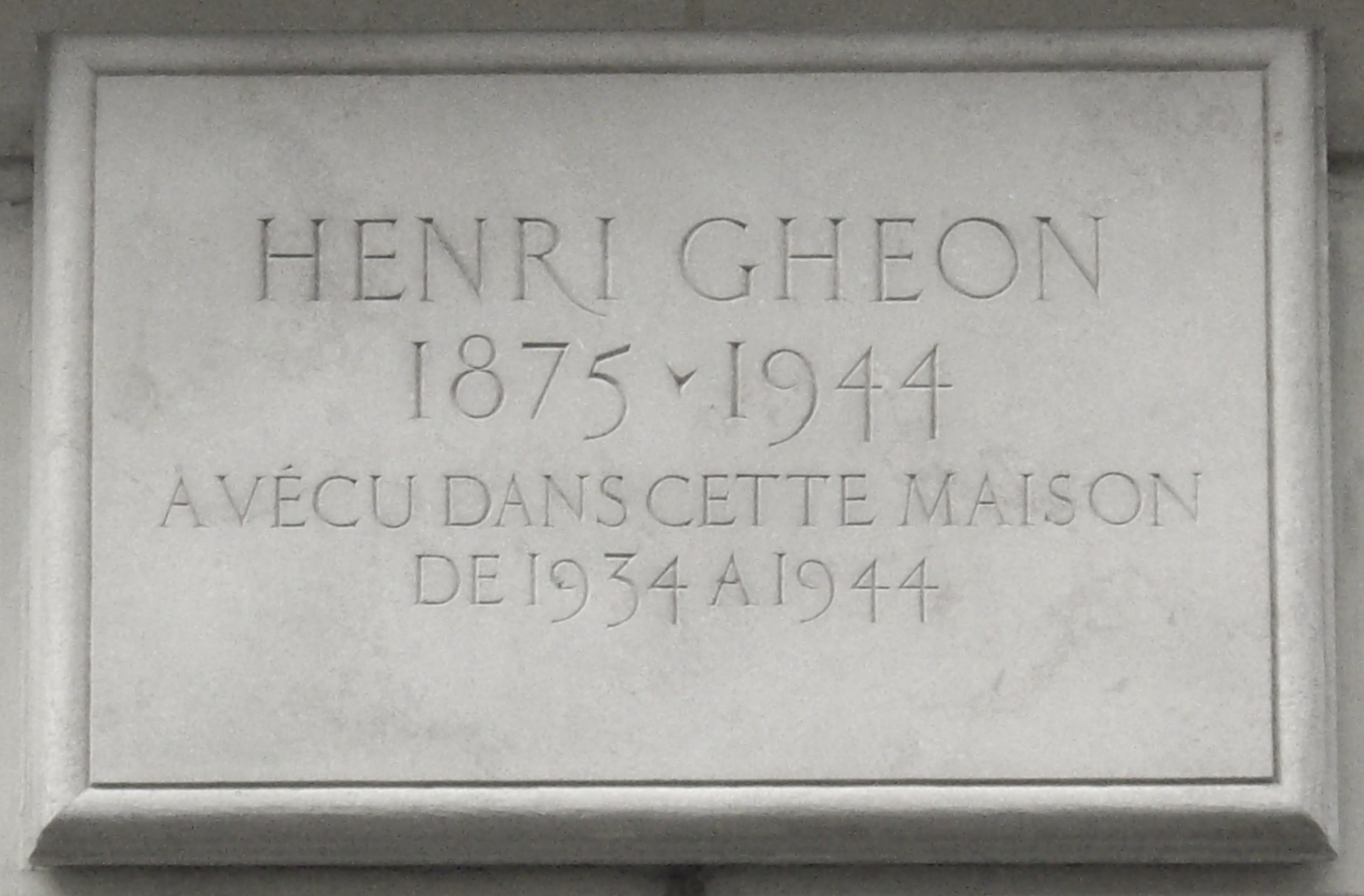
Gedenkplakette, Henri Ghéon

- Nr. 34: Hier lebte Pierre Laugier (1864–1907), ein Mitglied der Comédie-Française.
- Nr. 35: Hier residierte die Leitung der Weltfachausstellung Paris 1937 (Commissarat Général de l' Exposition Internationale de Paris 1937).
- Nr. 57: Hier verbrachte der französische Politiker Léon Gambetta (1838–1882) die letzten Jahre seines Lebens.
- Nr. 68: Hier lebte von 1934 bis zu seinem Tod der französische Schriftsteller Henri Ghéon (1875–1944).